# ناتاشا باريت
ناتاشا باريت (بالإنجليزية: Natasha Barrett)‏ هي ملحنة بريطانية، ولدت في 9 مارس 1972 في نورتش في المملكة المتحدة.

## وصلات خارجية
- ناتاشا باريت على موقع ميوزك برينز (الإنجليزية)
- ناتاشا باريت على موقع أول ميوزيك (الإنجليزية)
- ناتاشا باريت على موقع ديسكوغز (الإنجليزية)